# فرناندو ماريا غيريرو
فرناندو ماريا غيريرو هو كاتب ومحامي وصحفي وسياسي فلبيني، ولد في 30 مايو 1873 في مانيلا في الفلبين، وتوفي في 12 يونيو 1929 في الفلبين.